# Время и семья Конвей
«Время и семья Конвей» — пьеса в трёх действиях английского писателя Джона Пристли, написанная в 1937 году. Пьеса иллюстрирует «теорию времени» Джона Уильяма Данна, и входит в ряд его пьес, где обыгрываются различные концепции времени (среди других — «Опасный поворот», «Я был здесь раньше», «Визит инспектора»). Первое и третье действия происходят осенью 1919 года, второе действие — осенью 1937 года. Третье действие является непосредственным продолжением первого.

## История создания
Идея пьесы возникла после прочтения Пристли книги Дж. У. Данна «Эксперимент со временем», в которой Данн утверждает, что все времена происходят одновременно, то есть прошлое, настоящее и будущее едины, а линейное время — лишь способ, которым человеческое сознание способно это воспринять.

## Персонажи
- Семья Конвей:
  - Миссис Конвей.
  - Алан
  - Мэдж.
  - Робин.
  - Хейзел.
  - Кей.
  - Кэрол.
- Прочие:
  - Джоан Хелфорд.
  - Эрнест Биверс.
  - Джеральд Торнтон.

## Сюжет
Действие 1. Английский городок Ньюлингхем недалеко от Лондона, вскоре после окончания Первой мировой войны. В состоятельной семье Конвей празднуется совершеннолетие дочери Кей, на которое собираются все дети недавно овдовевшей миссис Конвей. Война закончена, все полны радужных надежд — Мэдж собирается бороться за социальную справедливость и надеется привлечь к этому друга семьи Джеральда, Кей собирается стать знаменитой писательницей, самая младшая Кэрол мечтает стать актрисой, а красавице Хэйзел всё прочат удачное замужество. Любимец матери и герой войны Робин собирается заняться бизнесом, и даже от тюфяка Алана ожидают, что он сделает карьеру на гражданском поприще. Джеральд приводит в дом начинающего предпринимателя Эрнеста Биверса, который неловко мнёт в руках свою шляпу…
Действие 2. Проходит 18 лет. В доме вновь собираются члены семьи Конвей — кроме Кэрол, которая уже умерла. Реальность оказалась более суровой, чем казалось много лет назад. Кей вынуждена заниматься журналистикой; Мэдж осталась старой девой, и верх её мечтаний — должность начальницы гимназии; Алан остался мелким муниципальным служащим, до сих пор живущим с матерью; Хэйзел была вынуждена выйти замуж за Биверса, на которого в молодости даже не хотела обращать внимания. А Робин благополучно пустил по ветру деньги, которые ему давала безгранично верившая в сына миссис Конвей, и в итоге сейчас нужно срочно решать неприятные финансовые вопросы. Биверс может помочь, однако он в резкой форме отказывается это делать, и миссис Конвей даёт ему пощёчину, после чего Эрнест уходит из дома. За ним следует и его жена… Ничего толком не решив, члены семьи расходятся, остаются лишь Алан и Кей, которая в разговоре с братом замечает: «В мире существует злой дух, который мы называем Время».
Действие 3. Непосредственное продолжение первого действия. Кей чувствует, что в будущем случится что-то страшное и непоправимое. Миссис Конвей смеётся над её меланхоличным состоянием. Семья собирается пить чай. Робин и Джоан дают понять окружающим, что между ними есть связь. Миссис Конвей выражает светлые надежды на то, что их семья всегда будет счастлива, дети будут навещать мать, и её дом будет процветать. Кэрол замечает, что самое главное — жизнь, так как ей не нужны ни деньги, ни мужья, ни путешествия. Кей обещает писать только то, что чувствует. Хейзел мечтает, как будет приглашать к себе всю семью на пышные приемы в лондонском доме, как будет путешествовать с красивым высоким мужем по миру. Робин воодушевлённо представляет, как станет знаменитым и добьётся признания. Одна Мэдж не выходит к столу. В завершении чаепития на Кей снова находит «прозрение». Она начинает цитировать строки из стихотворения о счастье, которое ей в будущем расскажет Алан. Никто её не понимает. Члены семьи расходятся. Под звуки музыки Алан обещает Кей когда-нибудь обязательно ответить ей на все её вопросы…

## Постановки
Премьера пьесы состоялась в театре Герцогини в Вест-Энде в августе 1937 года. В актёрский состав вошли Александр Арчдейл, Уилфред Бэббэдж, Эйлин Эрскин, Барбара Эверест, Джин Форбс-Робертсон, Хелен Хорси, Мари Джонс, Дж. П. Митчелхилл, Молли Рэнкин и Розмари Скотт.
Первая постановка на Бродвее произошла в театре «Ритц» 3 января 1938 года и завершилась 29 января 1938 года, а главную роль в нём сыграла Сибил Торндайк.

## Экранизации
В 1962 году по пьесе был снят западногерманский фильм «Счастливые годы Торвальдов» (нем. Die glücklichen Jahre der Thorwalds) режиссёра Вольфганга Штаудте с Элизабет Бергнер в главной роли. Действие было перенесено из Великобритании в Германию.
В 1984 году пьеса была экранизирована советской киностудией «Мосфильм», режиссёром выступил Владимир Басов. В фильме снялись Руфина Нифонтова в роли миссис Конвей, Владимир Басов-младший в роли Эрнеста Биверса в юности, Владимир Басов в роли Эрнеста Биверса в зрелом возрасте и Маргарита Володина в роли Кей.
В 1985 BBC сняла адаптацию для телевидения с Клэр Блум в роли миссис Конвей, Филлис Логан в роли Кей, Николасом Ле Прево в роли Джеральда, Джеральдин Джеймс в роли Мэдж и Саймоном Шепардом в роли Робина.